# Svag syra
En svag syra är ett ämne som inte har så stor tendens att avge vätejoner då det löses i vatten.
Svaga syror protolyseras till liten del och har ett lågt värde på sin syrakonstant (Ka). När en syra protolyseras leder det till att det blir en negativ jon.  En syra som inte är svag kallas stark syra. En svag syra omfattar en syra som protolyseras, alltså avger vätejoner, till viss del. När en svag  syra protolyseras i vatten bildas förutom en korresponderande bas, oxoniumjoner. Oxoniumjonerna verkar som syror och reagerar med den korresponderande basen för att återbilda syran som reaktionen utgick från. En jämvikt inställer sig.
Några svaga syror är:
- Citronsyra
- Kolsyra
- Smörsyra
- Valeriansyra
- Ättiksyra
- mjölksyra
- myrsyra
- äppelsyra
- vinsyra

## Syrakonstanten
Svaga syrors jämvikt i vatten kan allmänt betraktas som följande:
H2O (l) + HA (aq) ⇆ H3O+ (aq) + A- (aq) 
För att härleda uppkomsten av syrakonstanten ,Ka, behöver vi först ställa upp en jämviktsekvation över jämvikten:
[H3O+]·[A-] ÷ [H2O]·[HA] = K (konstant)
I en vattenlösning av en syra är vattenkoncentrationen så pass stor att den inte påverkas av reaktion med syran. Vattenkoncentrationen förblir med andra ord konstant, vilket innebär att följande kvot i jämviktsekvationen även blir konstant (för en specifik syra):
[H3O+]·[A-] ÷ [HA] = K · [H2O] = Ka (syrakonstanten)
Syrakonstanten visar på hur stor andel av syran som protolyserats och bildat oxoniumjoner. Ett lågt värde på syrakonstanten innebär att syrakoncentrationen [HA] är stor i jämförelse med H3O+-koncentrationen och A--koncentrationen. Alltså är en liten andel av syramolekylerna protolyserade, vilket betyder att syran är svag. Starka syror  har däremot ett stort värde på Ka, detta på grund av att en stor andel av syramolekylerna är protolyserade och att syrakoncentraionen [HA] är liten. Enheten för syrakonstanten är mol/dm3 (eller M). Man kan med hjälp av syrakonstanten avgöra om en syra är stark eller svag.